# David Nyika
David Nyika est un boxeur néo-zélandais né le 7 août 1995 à Hamilton en Nouvelle-Zélande. 

## Carrière
Sa carrière amateur est principalement marquée par deux médailles d'or remportées aux Jeux du Commonwealth 2014 dans la catégorie des poids mi-lourds et en 2018 dans la catégorie des poids lourds.

## Palmarès

### Jeux olympiques
- Médaille de bronze en poids lourds (-91 kg) aux Jeux olympiques d'été de 2020 à Tokyo, Japon

### Jeux du Commonwealth
- Médaille d'or en -91 kg en 2018 à Gold Coast, Australie
- Médaille d'or en -81 kg en 2014 à Glasgow, Royaume-Uni

### Championnats d'Océanie
- Médaille d'or en -91 kg en 2017 à Gold Coast, Australie